# آرتورو فرناندز مایزن
آرتورو فرناندز مایزن (اسپانیایی: Arturo Fernández Meyzán‎؛ ۳ فوریهٔ ۱۹۰۶ – ۲۷ نوامبر ۱۹۹۹) یک بازیکن فوتبال اهل پرو بود.

## تیم ملی
وی همچنین در تیم ملی فوتبال پرو بازی کرده است.